# Coux (Charente Marítim)
Coux és un municipi francès situat al departament del Charente Marítim i a la regió de la Nova Aquitània. L'any 2007 tenia 444 habitants.

## Demografia

### Població
El 2007 la població de fet de Coux era de 444 persones. Hi havia 182 famílies de les quals 53 eren unipersonals (34 homes vivint sols i 19 dones vivint soles), 72 parelles sense fills, 49 parelles amb fills i 8 famílies monoparentals amb fills.
La població ha evolucionat segons el següent gràfic:
Habitants censats

### Habitatges
El 2007 hi havia 225 habitatges, 189 eren l'habitatge principal de la família, 11 eren segones residències i 25 estaven desocupats. 223 eren cases i 1 era un apartament. Dels 189 habitatges principals, 170 estaven ocupats pels seus propietaris, 14 estaven llogats i ocupats pels llogaters i 5 estaven cedits a títol gratuït; 11 tenien dues cambres, 31 en tenien tres, 54 en tenien quatre i 92 en tenien cinc o més. 176 habitatges disposaven pel capbaix d'una plaça de pàrquing. A 80 habitatges hi havia un automòbil i a 90 n'hi havia dos o més.

### Piràmide de població
La piràmide de població per edats i sexe el 2009 era:
| Homes | Edats   | Dones |
| ----- | ------- | ----- |
| 0     | 95 o +  | 0     |
| 2     | 90 a 94 | 0     |
| 1     | 85 a 89 | 4     |
| 3     | 80 a 84 | 3     |
| 12    | 75 a 79 | 17    |
| 11    | 70 a 74 | 16    |
| 13    | 65 a 69 | 15    |
| 8     | 60 a 64 | 10    |
| 12    | 55 a 59 | 8     |
| 10    | 50 a 54 | 9     |
| 19    | 45 a 49 | 13    |
| 22    | 40 a 44 | 19    |
| 11    | 35 a 39 | 14    |
| 9     | 30 a 34 | 10    |
| 14    | 25 a 29 | 12    |
| 6     | 20 a 24 | 2     |
| 16    | 15 a 19 | 18    |
| 10    | 10 a 14 | 15    |
| 6     | 5 a 9   | 12    |
| 11    | 0 a 4   | 10    |

## Economia
El 2007 la població en edat de treballar era de 273 persones, 189 eren actives i 84 eren inactives. De les 189 persones actives 169 estaven ocupades (91 homes i 78 dones) i 20 estaven aturades (6 homes i 14 dones). De les 84 persones inactives 35 estaven jubilades, 21 estaven estudiant i 28 estaven classificades com a «altres inactius».

### Ingressos
El 2009 a Coux hi havia 187 unitats fiscals que integraven 441,5 persones, la mediana anual d'ingressos fiscals per persona era de 15.346 €.

### Activitats econòmiques
Dels 12 establiments que hi havia el 2007, 1 era d'una empresa extractiva, 1 d'una empresa de fabricació d'altres productes industrials, 1 d'una empresa de construcció, 5 d'empreses de comerç i reparació d'automòbils, 2 d'empreses d'hostatgeria i restauració, 1 d'una empresa de serveis i 1 d'una entitat de l'administració pública.
Dels 3 establiments de servei als particulars que hi havia el 2009, 2 eren tallers de reparació d'automòbils i de material agrícola i 1 empresa de construcció.
L'únic establiment comercial que hi havia el 2009 era una carnisseria.
L'any 2000 a Coux hi havia 28 explotacions agrícoles que ocupaven un total de 680 hectàrees.

## Equipaments sanitaris i escolars
El 2009 hi havia una escola elemental integrada dins d'un grup escolar amb les comunes properes formant una escola dispersa.

## Poblacions més properes
El següent diagrama mostra les poblacions més properes.